# Torroja del Priorat
Torroja del Priorat è un comune spagnolo di 142 abitanti situato nella comunità autonoma della Catalogna.